# Björn Cederhvarf

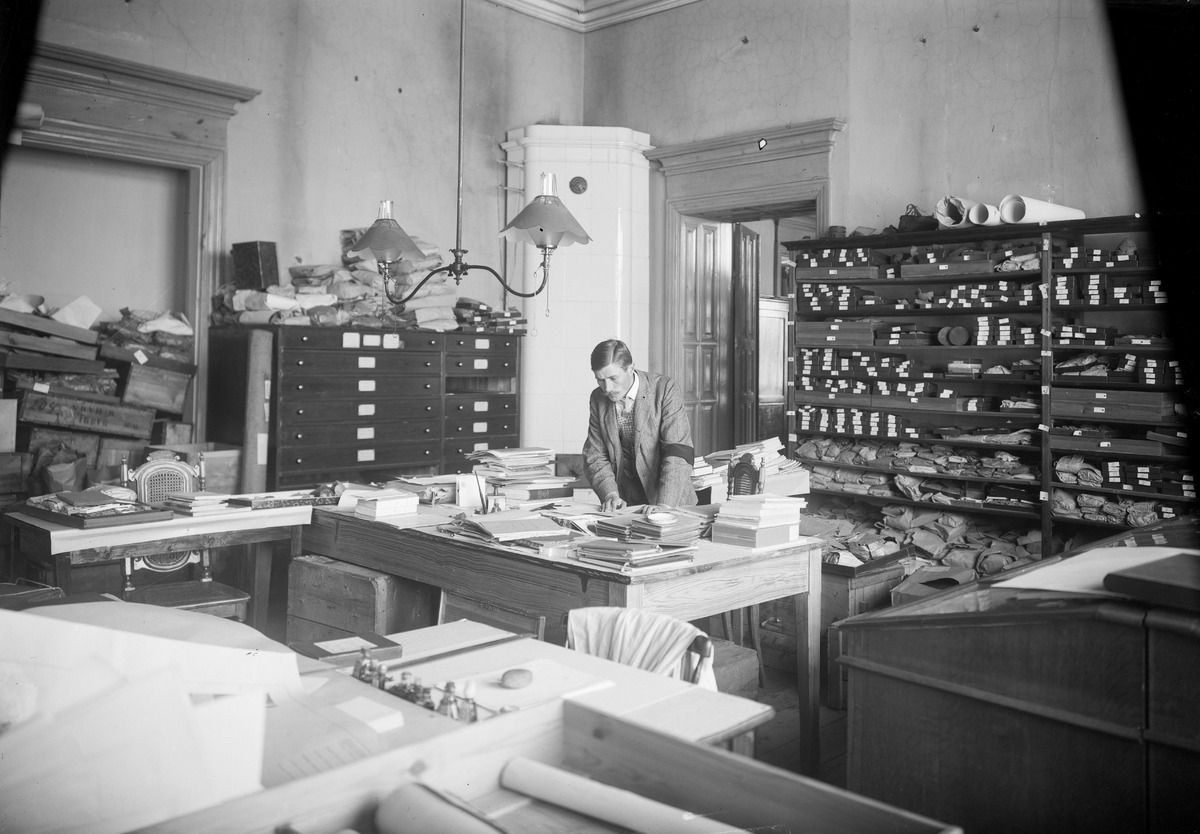
Björn Cederhvarf arbetar i sitt Historiska Museum på Nikolaigatan 5 i Helsingfors.

Karl Björn Cederhvarf,  född 20 juni 1878 i Villmanstrand, död 24 januari 1960 i Helsingfors, var en finländsk arkeolog.
Cederhvarf var forskare i arkeologi, och grävde ut ett antal förhistoriska lokaler runtom i Finland, bl.a. Jettböle på Åland och Jäkärlä i Åbo. Cederhvarf grundade tillsammans med Lars Sonck och Bertel Jung den s.k. Ålandskommittén och satt 1929-1930 som ordförande i Finska fornminnesföreningen 